# Kora

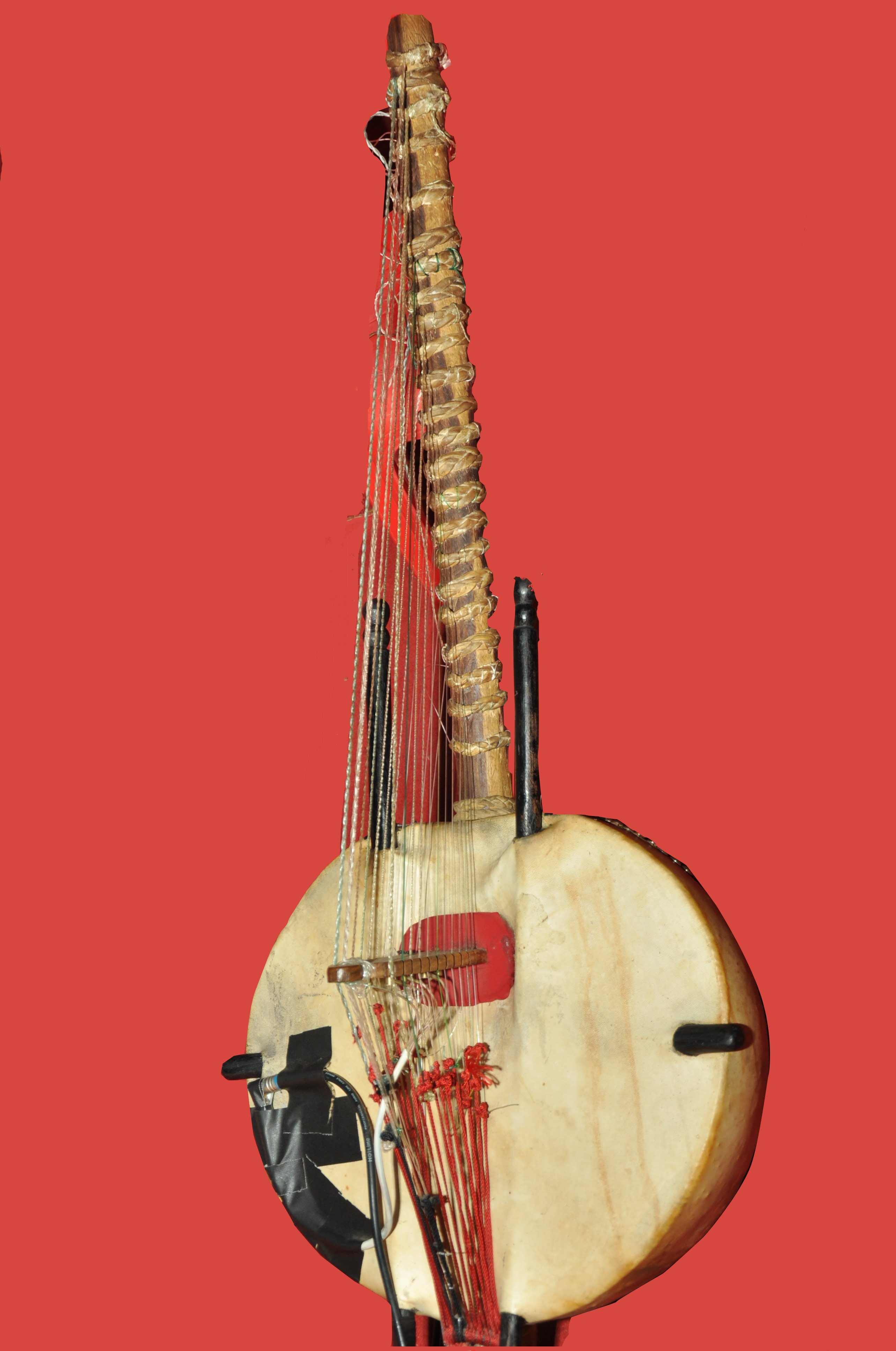
Kora

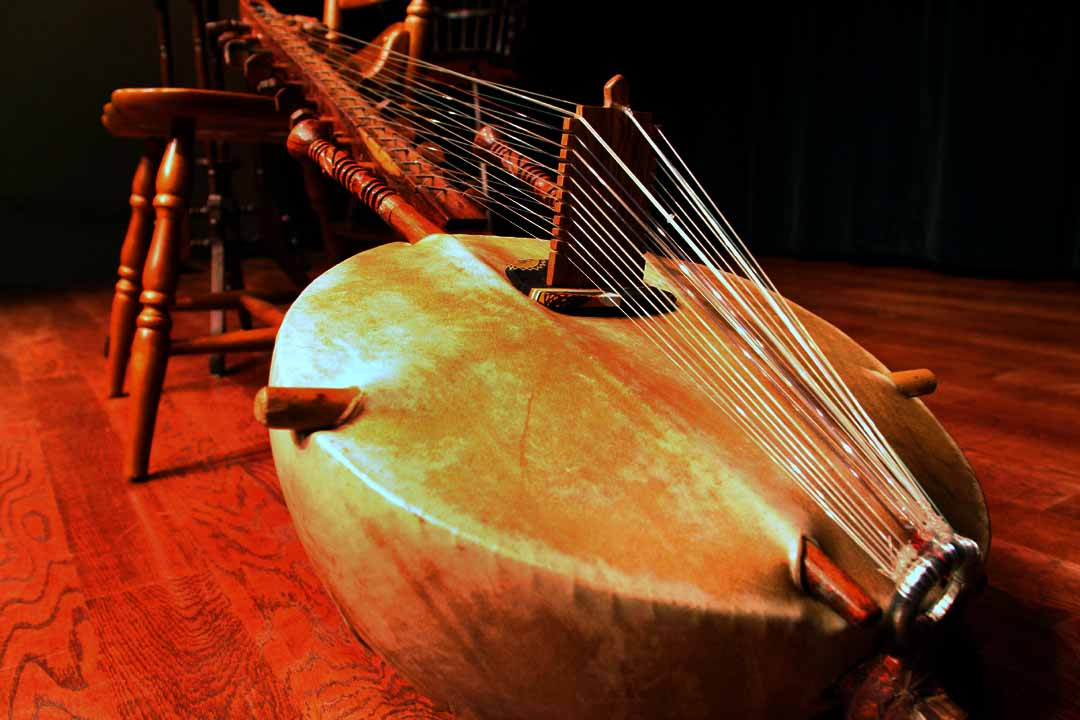
Kora

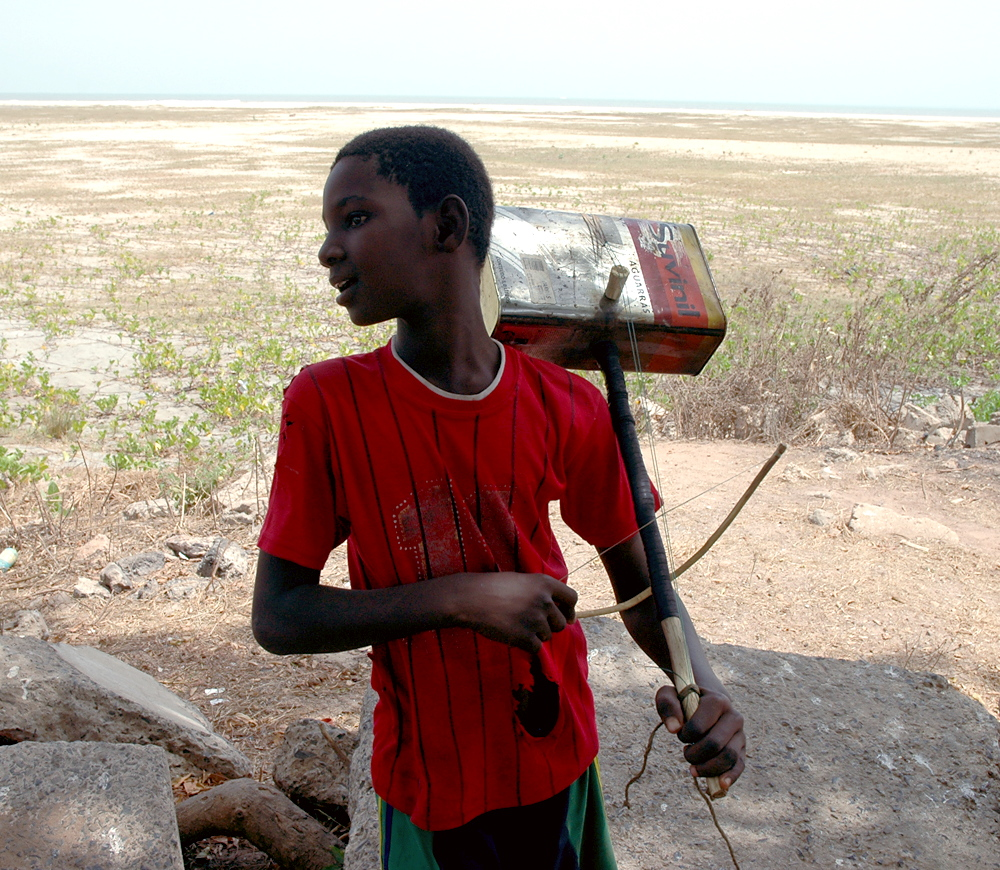
Pojke från Senegal med ett hembyggt instrument, fotograferad i Gambia

Kora är ett västafrikanskt stränginstrument, som är besläktat med harpa och luta. Kora har skalet av en stor halv kalebass som klanglåda, en rå kohud spänd över den, en lång rund stav som hals och två "lager" av strängar av nylontråd/fiskelina – strängantalet är normalt 21. Även om koran liknar gitarren är den snarare en harpa, där strängarna aldrig kortas för att skapa högre toner. 
Kora anses vara Gambias nationalinstrument, men den spelas dessutom mycket i Senegal, Mali, Guinea och Guinea-Bissau. Den är det vanligaste instrumentet för grioterna. Bland musiker som spelar kora finns Toumani Diabaté, Ballaké Sissoko och Mory Kanté.